# Haptotrichion
Haptotrichion là một chi thực vật có hoa trong họ Cúc (Asteraceae).

## Loài
Chi Haptotrichion gồm các loài: